# Drogasil
A Drogasil é uma rede de drogarias do Estado de São Paulo, pertencente ao grupo RD Saúde. A atividade da Drogasil consiste no comércio varejista de produtos farmacêuticos e cosméticos.

## Histórico
Em 28 de março de 1935, dois proprietários de pequenos grupos de farmácias, Drogaria Bráulio e Drogaria Brasil, resolveram fazer uma fusão de suas empresas. A nova sociedade passou a operar sob a denominação de Drogasil.
Dois anos depois, em 1937, a companhia passou a atuar como uma rede, por meio da incorporação de outras cinco tradicionais drogarias da época: Drogaria Sul América, Amarante, Ypiranga, Orion e Morse, totalizando, juntas, 31 filiais distribuídas no interior e na capital do Estado de São Paulo.
Em 1972, a Drogasil se transformou em uma sociedade anônima, surgindo assim a Drogasil. Em 20 de julho de 1977, obteve o seu registro junto à CVM. Em 1994, três dos atuais acionistas da companhia passaram a ser seus controladores, detendo, em conjunto, 60% do seu capital social. 
Em 13 de fevereiro de 2008, a Drogasil realizou a aquisição da rede de Drogarias VISON, estabelecida em Brasília desde 1986.
Em 11 de novembro de 2011, a Drogasil concretizou a fusão com a Droga Raia, outra grande rede de drogarias com sede em São Paulo, nascia então a Raia Drogasil.
Em setembro de 2012, a Raia Drogasil anunciou sua terceira marca, a partir daquele momento além da Droga Raia e Drogasil a empresa passa a ter a marca Farmasil.
Em 30 de julho de 2015, a Raia Drogasil anuncia a compra de 55% da comercializadora de medicamentos especiais 4 Bio.
Atualmente, a Raia Drogasil é a maior rede de farmácias do Brasil e da América Latina e possui mais de 2.500 lojas em todos os estados do Brasil, como também no Distrito Federal.